# Pterogramma flaviceps
Pterogramma flaviceps är en tvåvingeart som beskrevs av Smith och Marshall 2004. Pterogramma flaviceps ingår i släktet Pterogramma och familjen hoppflugor. Inga underarter finns listade i Catalogue of Life.